# 百慕大總理
百慕大總理，是英国海外领地百慕大的政府首脑。总理由英国国王（查理三世）的代表总督任命。
2014年5月19日，总理克雷格·康隆尼辞职后，迈克尔·邓克利继任总理。

## 百慕大總理（1968年至今）
| #                      | 名 （生卒）                     | 就任           | 离任           | 政党           | 备注           |
| ---------------------- | ------------------------------- | -------------- | -------------- | -------------- | -------------- |
| 政府领导（1968－1973） |                                 |                |                |                |                |
| 1                      | 亨利·塔克 （1903－1986）        | 1968年6月10日  | 1971年12月29日 | 百慕大联合党   |                |
| 2                      | 爱德华·理查兹 （1908－1991）    | 1971年12月29日 | 1973年4月18日  | 百慕大联合党   |                |
| 总理（1973年至今）     |                                 |                |                |                |                |
| 1                      | 爱德华·理查兹 （1908－1991）    | 1973年4月18日  | 1975年12月29日 | 百慕大联合党   |                |
| 2                      | 约翰·亨利·夏普 （1921－1999）   | 1975年12月29日 | 1977年8月30日  | 百慕大联合党   |                |
| 3                      | 大卫·吉本斯 （1927－2014）      | 1977年8月30日  | 1982年1月15日  | 百慕大联合党   |                |
| 4                      | 约翰·斯万 （1935－）            | 1982年1月15日  | 1995年8月25日  | 百慕大联合党   |                |
| 5                      | 大卫·索尔 （1939－）            | 1995年8月25日  | 1997年3月27日  | 百慕大联合党   |                |
| 6                      | 帕梅拉·戈登 （1955－）          | 1997年3月27日  | 1998年11月10日 | 百慕大联合党   | 第一任女性总理 |
| 7                      | 珍妮弗·史密斯 （1947－）        | 1998年11月10日 | 2003年7月29日  | 进步工党       |                |
| 8                      | 威廉·亚历山大·斯科特 （1940－） | 2003年7月29日  | 2006年10月30日 | 进步工党       |                |
| 9                      | 埃华特·布朗 （1946－）          | 2006年10月30日 | 2010年10月29日 | 进步工党       |                |
| 10                     | 宝拉·考克斯 （1964－）          | 2010年10月29日 | 2012年12月18日 | 进步工党       |                |
| 11                     | 克雷格·康隆尼 （1963－）        | 2012年12月18日 | 2014年5月19日  | 唯一百慕大联盟 | 辞职           |
| 12                     | 迈克尔·邓克利 （1958－）        | 2014年5月19日  | 2017年7月19日  | 唯一百慕大联盟 |                |
| 13                     | 愛德華·大卫·伯特 （1979－）     | 2017年7月19日  | 现任           | 进步工党       |                |